# سونگینگ
سونگینگ (به لاتین: Songying) یک شهرک در جمهوری خلق چین است که در بخش یوهوا واقع شده‌است.